# Los diputados pintados por sus hechos
Los diputados pintados por sus hechos es una «colección de estudios biográficos» e ilustraciones publicada en tres tomos entre 1869 y 1870. Representa a los diputados que resultaron electos en las elecciones generales de España de 1869, las primeras tras la revolución de 1868.

## Descripción

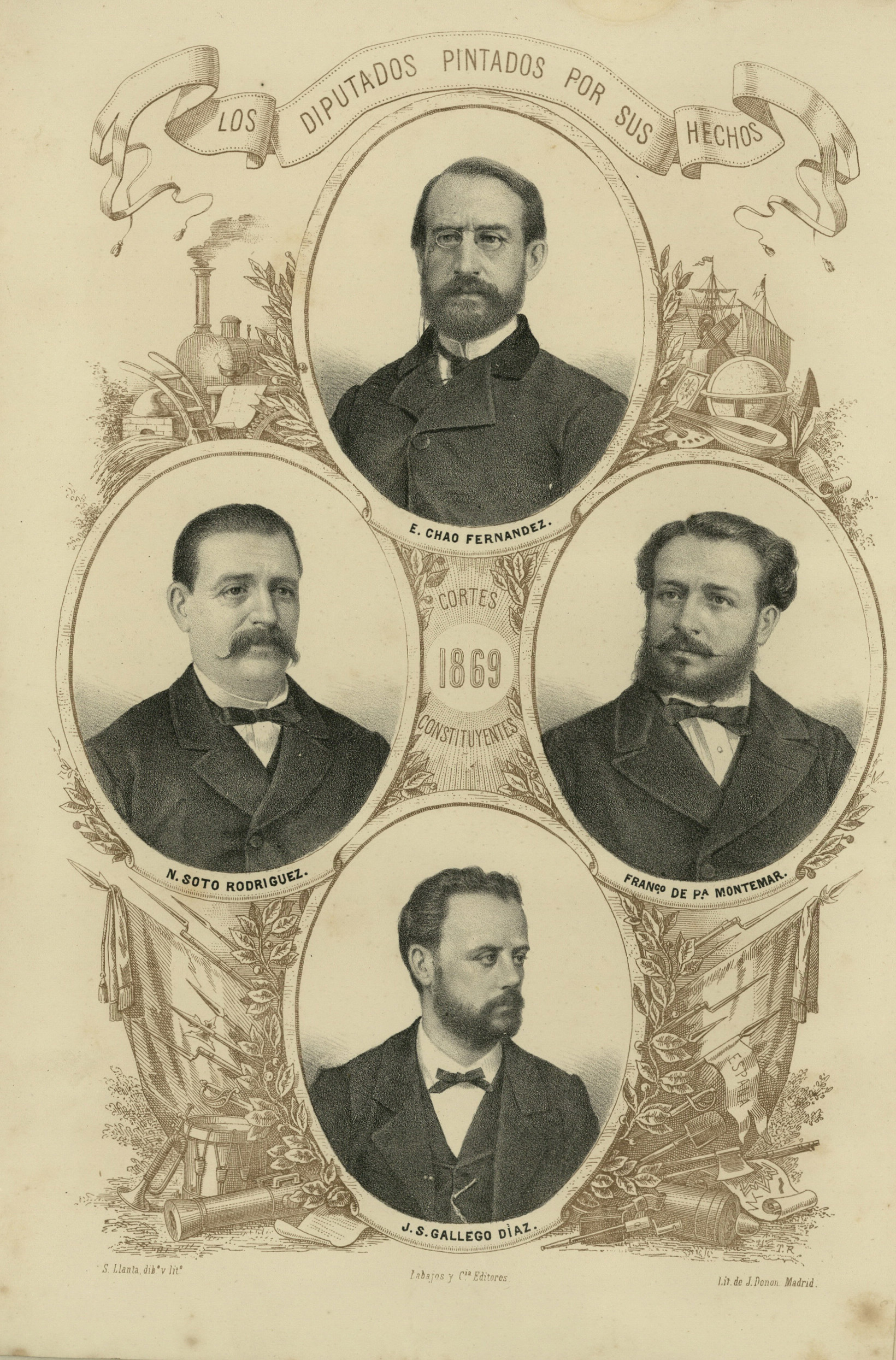
Eduardo Chao y Fernández, Nicolás Soto, Francisco de Paula Montemar y José Santiago Gallego Díaz, en una de las litografías de Llanta y Guerin que figuran en el segundo tomo

La obra, impresa en tres tomos en la imprenta de Roque Labajos, lleva el subtítulo de «estudios biográficos sobre los elegidos por el sufragio universal en las Constituyentes de 1869» y se apunta que estos han sido «recopilados por distinguidos literatos» y que van «seguidos de un exacto é imparcial resúmen histórico de las causas y efectos de la revolucion española hasta el dia en que las Córtes decidan la definitiva forma de Gobierno que ha de regir en la Nacion». Las ilustraciones que acompañan, en grupos, a algunas de las biografías corrieron a cargo del francés Santiago Llanta y Guerin. En el prólogo, precedido de una cita de Cesare Cantù, se fijan los objetivos de la obra, que en total supera las mil quinientas páginas de información: «Presentemos ahora á toda España la historia de nuestros regeneradores. Contribuyamos á que sus nombres pasen á la posteridad. Elevemos un monumento, pobre en verdad, pero noble y puro á los elegidos del pueblo».